# Cylindromyia dorsalis
Cylindromyia dorsalis là một loài ruồi trong họ Tachinidae.